# Kotlina Turniańska
Kotlina Turniańska (słow. Turnianska kotlina) – niewielka (niespełna 50 km²), wydłużona w osi wschód – zachód kotlina śródgórska w Wewnętrznych Karpatach Zachodnich, w południowo-wschodniej Słowacji.

## Położenie
Kotlina Turniańska leży w środkowo-wschodniej części Krasu Słowacko-Węgierskiego i prawie całkowicie otoczona jest stromymi stokami płaskowyżów, tworzących tę jednostkę geomorfologiczną. Natomiast orograficznie łączy się z Kotliną Koszycką i stanowi jej przedłużenie w kierunku zachodnim. Od południa Kotlinę Turniańską ogranicza Płaskowyż Dolnego Wierchu (węg. Alsó Hegy) którym biegnie granica słowacko-węgierska, od zachodu Płaskowyż Silicki (słow. Silická planina), natomiast od północy długi wał Płaskowyżu Górnego Wierchu (słow. Horný vrch) i południowy skraj Płaskowyżu Zadzielskiego (słow. Zádielska planina). Długa wypustka tego ostatniego w formie wąskiego grzbietu skierowanego ku południowemu wschodowi (słow. Hradná stráň), dźwigającego na swym spiętrzeniu ruiny Zamku Turniańskiego, wyznacza w rejonie miejscowości Turňa nad Bodvou wschodnią granicę kotliny. Wzdłuż kotliny z zachodu na wschód, bliżej jej południowego brzegu, płynie rzeka Turňa, dopływ Bodwy.

## Geologia i morfologia
Kotlina turczańska ma długość ok. 18 km, natomiast jej szerokość wynosi od 2 do 3,5 km. Wymodelowana została dzięki erozji rzecznej i wspomagającym ją procesom denudacyjnym w masywnych pokrywach mezozoicznych wapieni i dolomitów, w osi dawnego uskoku tektonicznego. Dno kotliny jest w znaczącej części zupełnie płaskie i leży na wysokości od 190 do ok. 250 m n.p.m. Wyścielają je głównie osady plejstoceńskie: dyluwialnego i eolicznego pochodzenia gliny lessowe i lessy oraz aluwialne iły, piaski i gliniaste żwiry. Te ostatnie występują często w formie stożków napływowych utworzonych przez drobne cieki wodne spływające od północy (z Górnego Wierchu) do rzeki Turni. We wschodniej części kotliny występują też osady mioceńskie formacji poltárskiej: pstre iły, żwiry i piaski. Nieliczne kopułowate wzgórza, wznoszące się na wysokość od 70 do 120 m ponad dno kotliny, mają charakter ostańców skał, budujących podstawę sąsiednich płaskowyżów. Największe i najbardziej charakterystyczne z nich leżą u południowych podnóży Górnego Wierchu między wsią Hrhov na zach. a wylotem Doliny Zadzielskiej na wsch.: Okrúhle (też: Okrúhly, węg. Kerek Szár Gyűr; 424 m n.p.m.), Dlhé (też: Dlhý, węg. Hosszú Szár Gyűr; 403 m n.p.m.) i Hradisko (też: Hradište, Veľký Várad, węg. Nagy Várad; 333 m n.p.m.).
Stoki Kotliny mają formę stromych zboczy o wysokości od 200 do 500 m i nachyleniu przekraczającym nawet 45°, pokrytych często piargami lub luźnymi osypiskami materiału zwietrzelinowego.

## Znaczenie gospodarcze
Na terenie Kotliny na zachód od Turni nad Bodvou leży jeszcze 6 wsi: Dvorníky-Včeláre i Zádiel (obie w powiecie Koszyce-okolice) oraz Hrhov, Jablonov nad Turňou, Hrušov i Silická Jablonica (w powiecie Rożniawa). Kotlina jest intensywnie wykorzystywana rolniczo. Oprócz zbóż uprawia się tu owoce, a wzdłuż północnego skraju kotliny, u podnóży Górnego Wierchu, ciągnie się pas winnic. Na płaskich, kiedyś podmokłych terenach, znajdują się kompleksy stawów rybnych: Hrhovské rybníky (w części środkowej kotliny) oraz znacznie mniejsze Hrušovské rybníky (w części zachodniej). We wschodniej części kotliny znajdują się zakłady wapiennicze we Včelárach oraz duża cementownia w Turni nad Bodvou, wykorzystujące surowce z kamieniołomów na stokach Dolnego Wierchu.
Wzdłuż północnego brzegu Kotliny od Przełęczy Jabłonowskiej (słow. Jablonovské sedlo) po Turnię nad Bodvou biegnie droga krajowa nr 50 z Rożniawy do Koszyc oraz wytyczony nią międzynarodowy szlak drogowy E571. W tej samej linii biegnie również zbudowana w 1954 r. linia kolejowa z Rożniawy do Koszyc.